# ويندل ووايلد
ويندل ووايلد (بالإنجليزية: Wendell & Wild)‏ هو فيلم رعب كوميدي أمريكي لعام 2022 من إخراج هنري سيليك، ومن سيناريو وإنتاج سيليك وجوردان بيل، يستند الفيلم إلى كتاب سيليك وكلاي ماكلويد تشابمان غير المنشور الذي يحمل نفس الاسم. عرض الفيلم لأول مرة في العالم في مهرجان تورونتو السينمائي الدولي في 11 سبتمبر 2022.

## الأصوات
- كيغان-مايكل كي في دور ويندل.[5]
- جوردان بيل في دور وايلد[5]
- ليريك روس بدوز كات إليوت[6]
- أنجيلا باسيت بدور الأخت هيلي.[6]
- جيمس هونج بدور الأب بيستس.[6]
- فينج راميز في دور بوفالو بيلزر.[6]
- سام زيلايا في دور راؤول.[6]
- تامارا سمارت في دور سيوبهان.[6]
- سيما فيردي بدور سلون.[6]
- رامونا يونغ بدور سويتي.[6]
- ميشيل ماريانا في دور الأخت دالي / الأخت تشينستراب.[7]

## روابط خارجية
- ويندل ووايلد على موقع IMDb (الإنجليزية)
- ويندل ووايلد على موقع ميتاكريتيك (الإنجليزية)
- ويندل ووايلد على موقع روتن توميتوز (الإنجليزية)
- ويندل ووايلد على موقع نتفليكس (الإنجليزية)
- ويندل ووايلد على موقع قاعدة بيانات الأفلام العربية
- ويندل ووايلد على موقع ألو سيني (الفرنسية)
- ويندل ووايلد على موقع فيلمافينيتي (الإسبانية)
- ويندل ووايلد على موقع قاعدة بيانات الفيلم (الإنجليزية)
- ويندل ووايلد على موقع ليتربوكسد (الإنجليزية)
- ويندل ووايلد على موقع كينوبويسك (الروسية)